# Christel Schulz
Christel Schulz-Homeyer, nemška atletinja, * 6. april 1921, Hopsten, Weimarska republika, † 2. avgust 2014, Bad Honnef, Nemčija.
Ni nastopila na poletnih olimpijskih igrah. Trikrat je osvojila naslov nemške državne prvakinje v skoku v daljino in dvakrat v teku na 100 m. 30. julija 1939 je postavila nov svetovni rekord v skoku v daljino s 6,12 m, s tem je izboljšala enajst let star rekord Kinue Hitomi in kot prva atletinja preskočila mejo šestih metrov. Rekord je septembra 1943 prevzela Fanny Blankers-Koen.